# Бамда
Чамдо́-Бамда́ (кит.昌都邦达机场, Чанду Банда, англ. Qamdo Bamda) — аэропорт города Чамдо (Тибет, Китай). Аэропорт находится на высоте 4334 метров над уровнем моря и до 2020 года был самым высокорасположенным аэропортом мира; длина взлётно-посадочной полосы является самой большой в мире среди гражданских аэропортов — 5500 метров (это необходимо из-за разреженности воздуха).